# Scena di conversazione

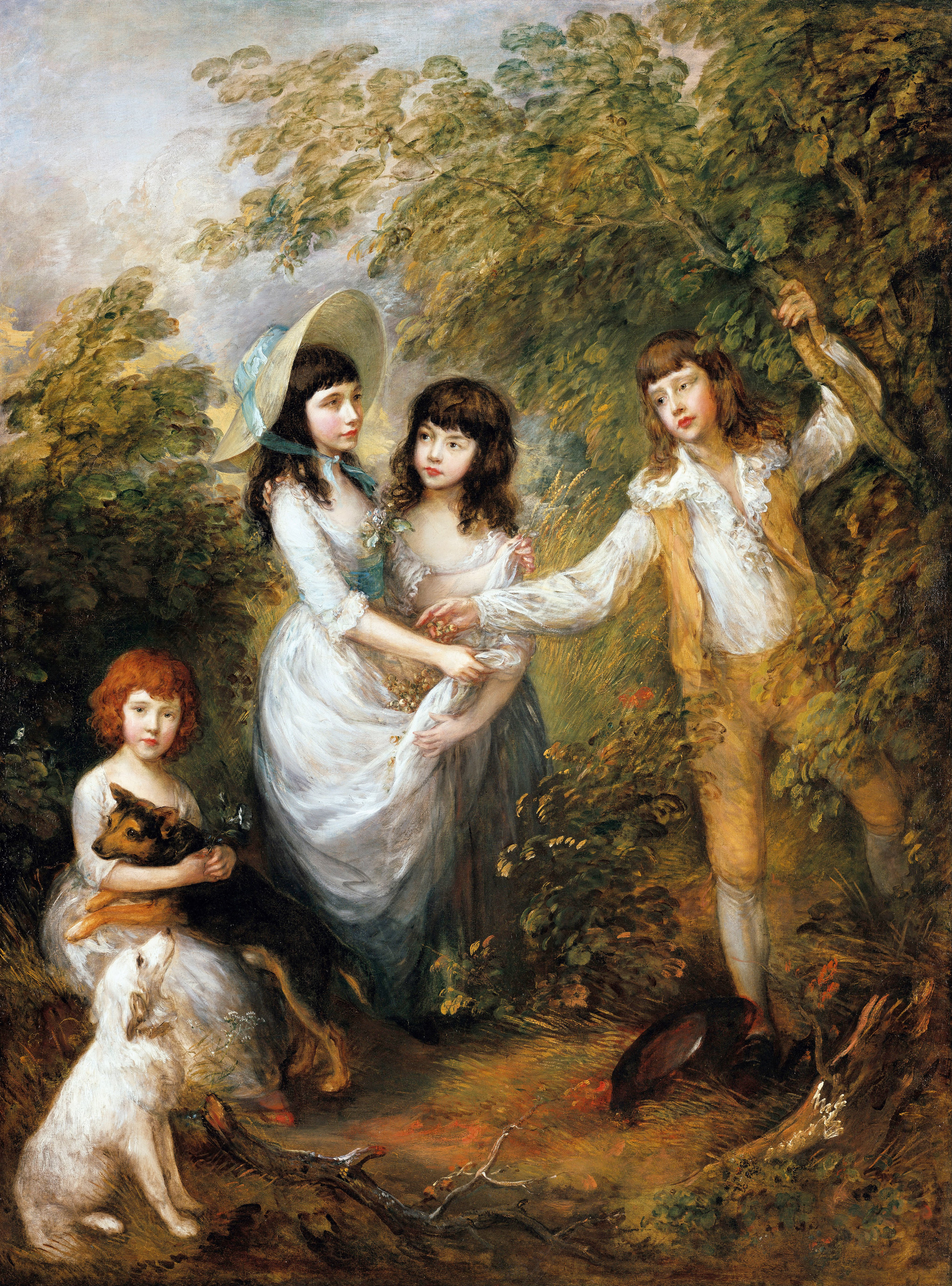
Thomas Gainsborough, The Marsham Children

La scena di conversazione o, in inglese, conversation piece è un genere pittorico che presenta caratteristiche peculiari, come il formato in scala ridotta e i soggetti tratti dalla realtà - "non persone fittizie, bensì individui con qualità autentiche mentre svolgono un'azione reale". I dipinti di questo genere, inoltre, "sembrano far respirare la quotidianità poco cerimoniosa" e raffigurano "un ambiente descritto con precisione". Si tratta di un genere prevalentemente europeo, il cui periodo di maggiore fioritura è tra il XVII e il XVIII secolo.

## Definizione
Attualmente "conversation piece" definisce un genere di pittura di gruppo, con dipinti normalmente di piccolo formato, che ritraggono un gruppo di famiglia o di amici in occasioni relativamente informali. I soggetti possono essere impegnati a conversare, e l'ambientazione è generalmente un interno domestico oppure un paesaggio rurale.
Tuttavia quando il genere diviene di moda in Inghilterra tra la fine degli anni venti e l'inizio degli anni trenta del XVIII secolo, la definizione viene utilizzata raramente, e riferita perlopiù ai piccoli ritratti di gruppo. Inizialmente, infatti, la definizione "conversation piece" in Inghilterra viene utilizzata per indicare dipinti narrativi o aneddotici senza troppe pretese, prodotti dalla tradizione olandese; in seguito definisce le fêtes galantes di Antoine Watteau, dove "conversazione" ha il significato di raduno sociale, strettamente collegato all'italiano conversazione, al francese conversation, e al fiammingo-olandese conversatie. In seguito assume l'accezione di rappresentazione, estesa poi ai ritratti di gruppo di piccole dimensioni.
Nel Settecento la definizione non è ancora legata alle caratteristiche che contraddistinguono attualmente il genere, ossia la dimensione modesta delle tele, i ritratti di gruppi di personaggi a scala ridotta impegnati a conversare, a prendere il tè, ad ascoltare musica o a giocare a carte, inseriti in un paesaggio o in un interno descritto con particolari realistici. L'attuale significato, infatti, comincia a diffondersi un po' prima della metà del XX secolo, in particolare attraverso gli scritti di Sacheverell Sitwell, le cui proposte vengono adottate fra gli altri anche da Mario Praz, che contribuisce a perfezionarle.

### Utilizzo della locuzione

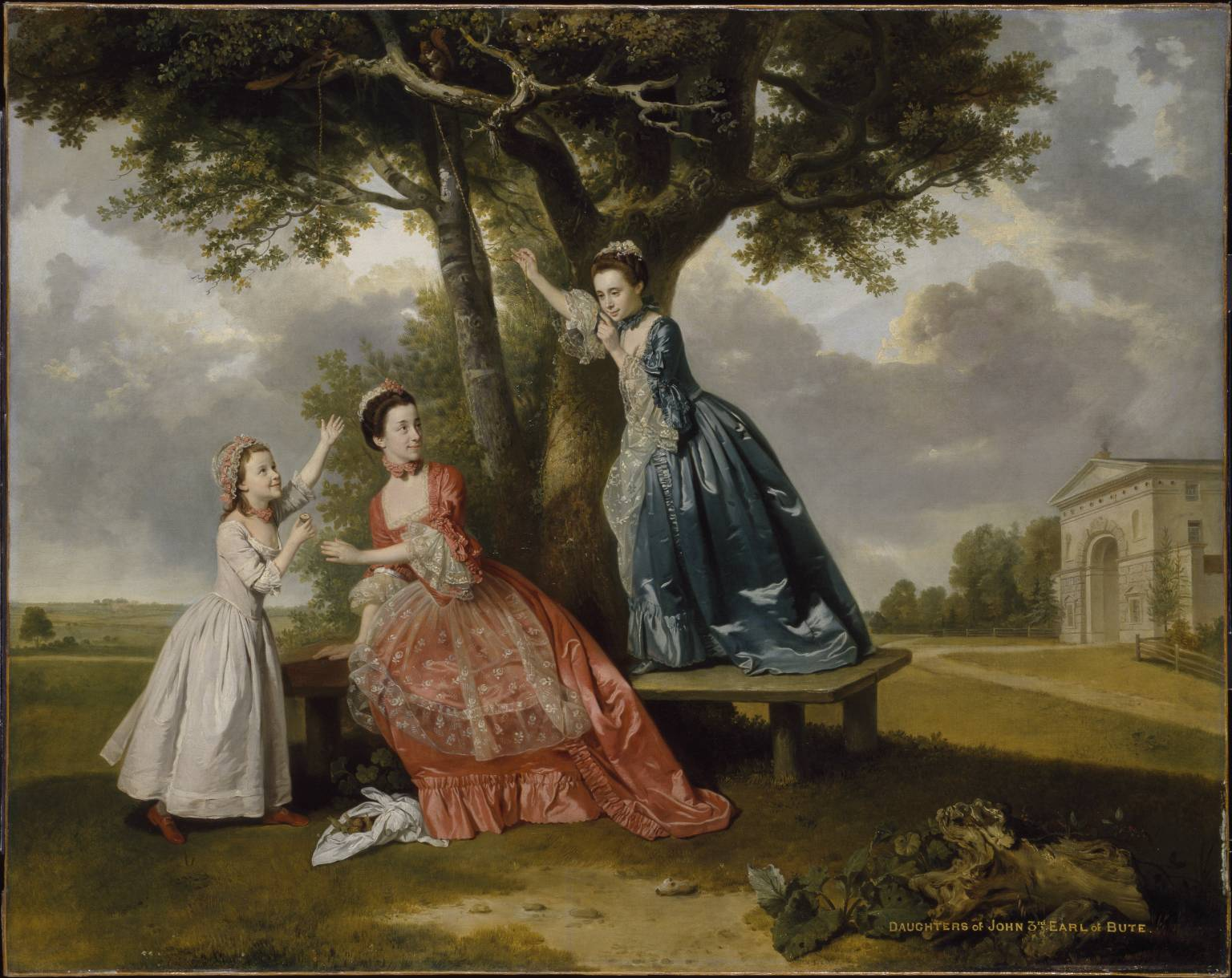
Johann Zoffany, Three Daughters of John, 3rd Earl of Bute

"Conversation piece" viene utilizzato in Inghilterra per i dipinti di piccole o medie dimensioni che rappresentano due o più persone identificabili, poste in modo da far supporre di essere impegnate in una conversazione o comunque di comunicare fra loro, con uno sfondo riprodotto nei dettagli. Non si tratta di un adattamento inglese della sacra conversazione, intesa quale gruppo di santi raccolti intorno alla Vergine e al Bambino Gesù sul trono, che non necessariamente stanno conversando fra loro. Malgrado le sacre conversazioni italiane siano cronologicamente di molto precedenti a quelle profane, nessun dizionario italiano registra l'utilizzo del termine per un gruppo di persone rappresentate in pittura o scultura.
Il termine "conversazione", usato nel senso di raduno sociale di persone, si trova nel lungo titolo completo del Galateo di Giovanni Della Casa, tradotto in inglese nel 1576 da Robert Paterson, e nel titolo dell'opera di Stefano Guazzo La civil conversazione, che in Inghilterra ha ottenuto vasta fortuna nelle traduzioni di George Pettie – curatore dei primi tre volumi pubblicati nel 1581 - e di Bartholomew Young – cui è attribuito il quarto volume pubblicato nel 1586. Mentre i dizionari italiani non recano traccia dell'uso del termine conversazione quale genere pittorico, l'utilizzo inglese viene stabilito all'inizio del XVIII secolo, grazie anche all’abitudine di definire tale genere "conversazioni" da parte di Egbert van Heemskerk, artista olandese trasferitosi in Inghilterra. In tal modo la definizione è prima olandese che inglese ed è utilizzata per descrivere un genere pittorico che ritrae gruppi di persone, non molto diverso dall'italiano bambocciate. Anche l'Oxford English Dictionary inizialmente faceva riferimento alle origini olandesi del genere pittorico, mentre per la definizione di conversazione tuttora allude al senso di una riunione privata, trasmesso dall’importazione del termine italiano che secondo Praz potrebbe avere influenzato la definizione conversation piece nel senso più ristretto di un dipinto che ritrae un gruppo di famiglia. Malgrado le influenze italiane, la locuzione Conversation piece in arte non ha un vero e proprio equivalente italiano.
Per ricostruirne la storia, Praz colloca le origini del genere esaminando la letteratura, e in particolare quella "borghese", alla cui base può essere collocata l'Odissea, e cui si può ricondurre Geoffrey Chaucer.

## Storia

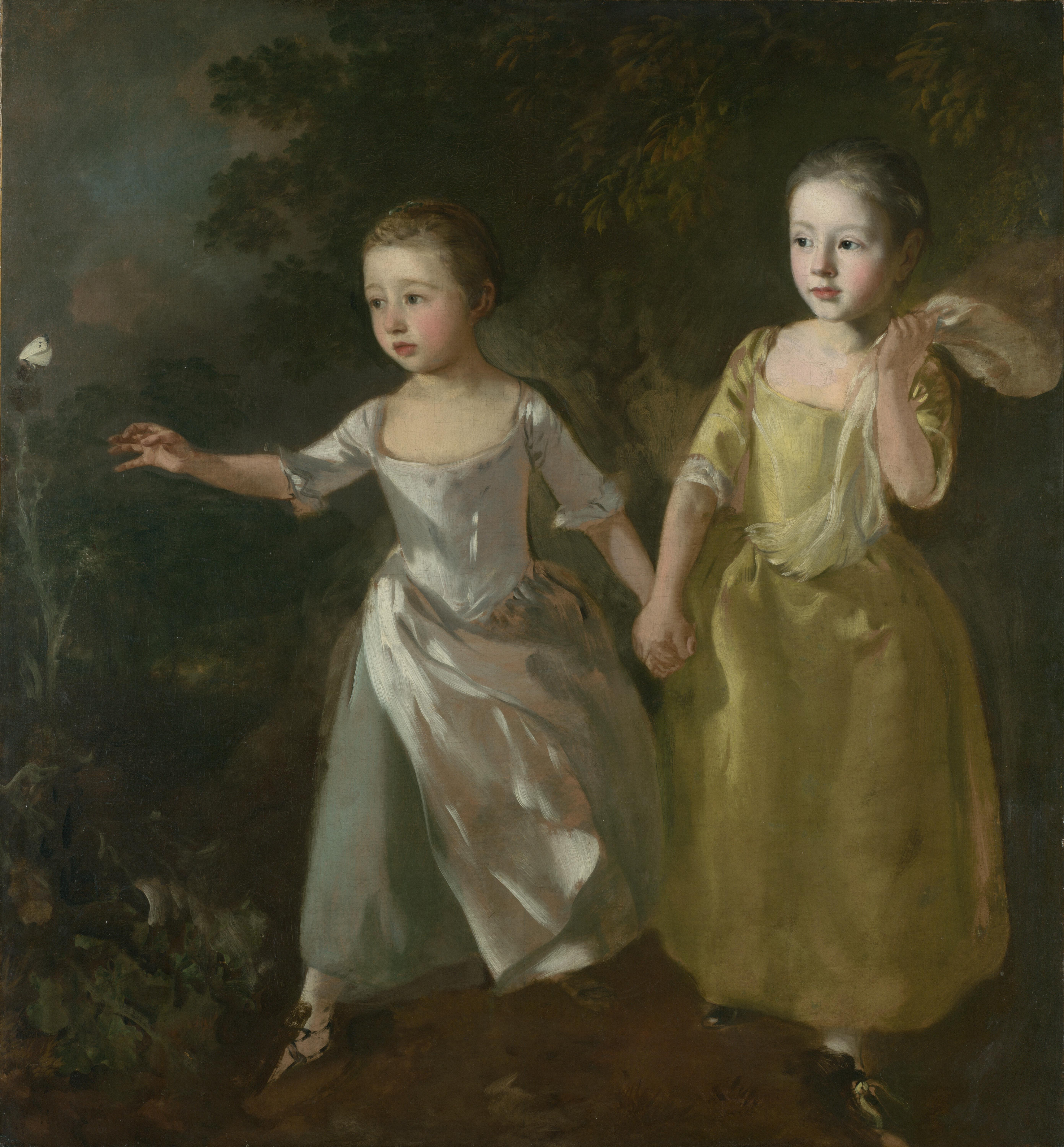
Thomas Gainsborough, The Painters Daughters Chasing a Butterfly

Nel XV secolo Jan van Eyck, Robert Campin e Rogier van der Weyden inaugurano nei dipinti sacri l'inserimento fedele degli interni che, con la prima scena di conversazione Ritratto dei coniugi Arnolfini, segna l'inizio dell'ispirazione borghese nell'arte. Le illustrazioni fiamminghe del Roman de la rose e del Decameron anticipano il genere pittorico e il cosiddetto tableau de mœurs: in tal modo nella borghese Europa settentrionale traggono origine la riproduzione fedele degli interni e la scena di conversazione.
Prima, infatti, non si trovano esempi definibili antenati delle scene di conversazione: né le effigie dei morti, ritratti in coppia, nell'antichità, né le scene dei poemi omerici, né le Nozze Aldobrandini di epoca romana. Malgrado gli antichi romani apprezzino i piaceri della vita domestica, non sono note immagini che li raffigurano. Analogamente non si può definire scena di conversazione l'affresco di Andrea Mantegna nella Camera degli Sposi, che, malgrado l'atteggiamento rilassato dei personaggi, ha carattere ufficiale, come avviene in altri dipinti coevi.
In epoca rinascimentale, si diffonde inoltre il ritratto senza fini religiosi, se pure basato su virtù morali, attraverso la formula leonardesca l'uomo modello del mondo, che concentra sull'individuo la rappresentazione degli esseri umani. 
La risposta italiana è differente rispetto a quella del nord Europa: i ritratti italiani pongono infatti l'accento sulla sontuosità degli abiti, anziché su quella dei luoghi, e si incentrano sulla singola persona, generalmente ascesa al rango aristocratico, con riferimenti agli ideali eroici dell'antichità. In Olanda, invece, la prosperità commerciale che fiorisce nel XVII secolo ha un'origine differente, se pure la fioritura dell’arte sia stata favorita allo stesso modo dal commercio rigoglioso. Citando Johan Huizinga, Praz evidenzia come lo stile dei pittori fiamminghi e olandesi evitino la magniloquenza e l'imponenza di portamento che gli artisti di altre nazioni ritraggono nei propri modelli. La riforma attecchisce più facilmente nei Paesi Bassi, in cui l'unica classe dominante, sia per forza economica che per maturità intellettuale, è quella dei mercanti. Nobiltà e clero olandesi non hanno infatti molta voce in capitolo, anche data l'impossiblità di possedere vaste proprietà terriere. Eppure, proprio malgrado si concentri nelle piccole dimensioni del territorio, l'arte fiamminga ottiene una vasta eco internazionale.

### Le origini olandesi

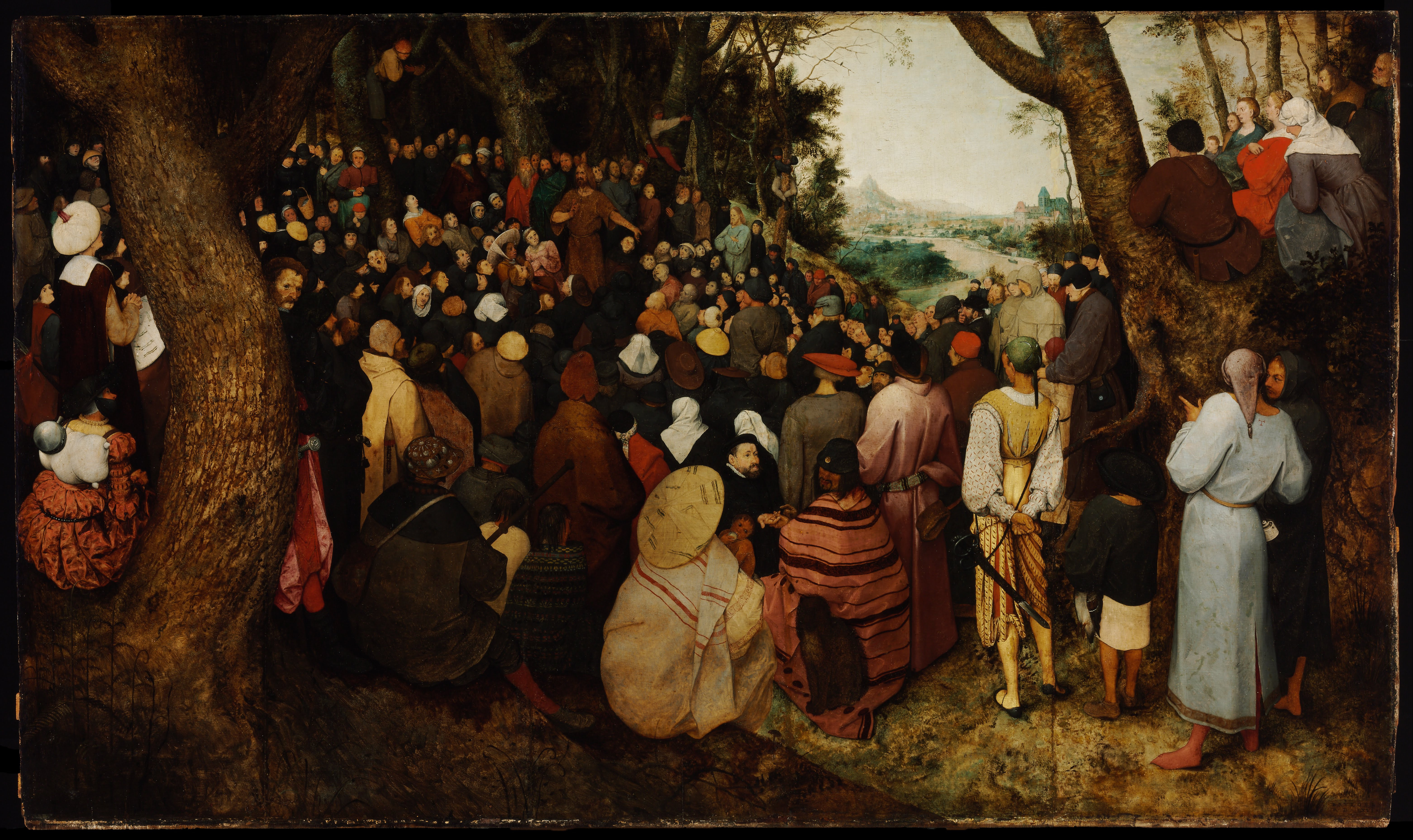
Pieter Bruegel il Vecchio, Predica di san Giovanni Battista, 1566

Le scene di conversazione iniziano con il ritratto di due persone, come il Ritratto dei coniugi Arnolfini, in cui tutte le caratteristiche del genere sono già presenti: sfondo, intimità, gestualità, piccole proporzioni.
Il calo dell'arte sacra come conseguenza del Protestantesimo crea terreno favorevole allo sviluppo dell'arte del ritratto, della scena da interno, e della pittura di genere. Ciò che aveva rappresentato un accessorio o uno sfondo di minore importanza viene portato in primo piano, proprio per la sparizione dell'elemento religioso. Tale tendenza diviene evidente già nei dipinti sacri di Brueghel, più attento alla varietà della folla che alle figure divine che quasi ne vengono coperte, come nella Predica di san Giovanni Battista. Nei Paesi Bassi si decorano di preferenza le case, anziché le chiese, e i dipinti sono pertanto di piccole proporzioni. Di ascendenza fiamminga e olandese è anche lo sfondo costituito dal giardino. Per favorire la classe dominante, i pittori ritraggono le persone nel proprio ambiente, circondate da ciò che amano; i soggetti restano ciò che sono nella vita reale, ossia sostanzialmente borghesi. I personaggi sembrano invitare lo spettatore a condividere le proprie gioie domestiche. Fino alla fine del XVIII secolo questo genere fiorisce in Olanda esclusivamente fra i ceti borghesi benestanti che formano la spina dorsale della nazione.
L'avvento dell'assolutismo in Europa durante il XVII secolo diminuisce l'importanza negli affari pubblici della borghesia, che cerca in tal modo compensazione nella sfera domestica. La scena di conversazione ha un'ispirazione di impronta terrena, che si diffonde negli altri Paesi europei, grazie al medesimo fenomeno sociale che coltiva il culto della decorazione di interni fra le classi elevate. In Inghilterra, in particolare, il genere viene praticato e raggiunge anzi il maggiore sviluppo, forse anche in virtù dei paesaggi misurati e contenuti. In Italia, al contrario, la scena di conversazione non trova particolari consensi.

### Sviluppi

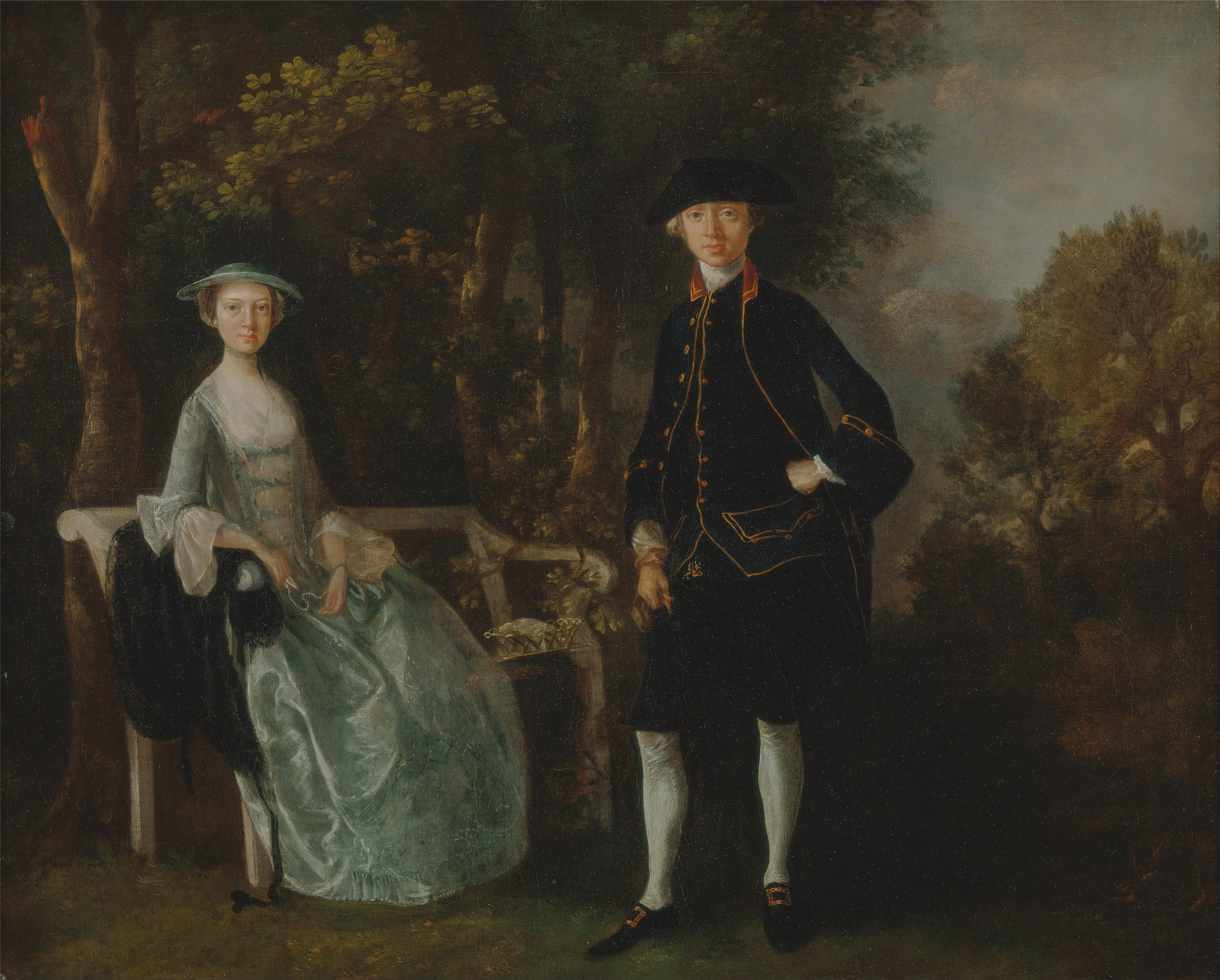
Thomas Gainsborough, Lady Lloyd and Her Son

Nel XVIII secolo i ritratti delle famiglie aristocratiche hanno come sfondo un parco, magari all'ombra di una tenda voluminosa mossa dal vento; nel periodo dominato dallo Stile Impero i nuovi ricchi si fanno ritrarre seduti su di una sella curule in una sala ornata di colonne, spesso vicino a un busto classico quale divinità protettiva. Nella seconda parte della prima metà del XIX secolo la famiglia borghese posa preferibilmente in sala da pranzo o in giardino, con uno scorcio dalla finestra sul campanile della parrocchia, o sulla strada in cui sorge il negozio che costituisce il centro della sua attività, o del modesto frutteto urbano. Malgrado il fermento socio-economico del periodo compreso tra il 1820 e il 1850, i ritratti Biedermeier e vittoriani trasmettono una sensazione di calma e di equilibrio, senza pretese eroiche. Frequentemente le ragazze ritratte reggono cesti di fiori o bouquet, o una ghirlanda. I colori dominanti in questo tipo di dipinti sono viola, lilla e rosa combinati in modo da formare un insieme armonico.
Alcuni anni prima della morte di Zoffany nel 1810 il genere manifesta segni di declino, ma viene poi ripreso e produce validi risultati specialmente grazie ad artisti poco noti
Una scena di conversazione risalente all'inizio del XIX secolo, Alexander Pope and his family, potrebbe essere stata eseguita da John Constable, se pure l'attribuzione e la datazione suscitano dubbi fra gli studiosi.
Con il tempo si cerca di aggiornare tale genere, come avviene ad esempio in Squelettes dans un bureau di Paul Delvaux.

## Caratteristiche e classificazione
Secondo Sitwell non è sempre facile stabilire il confine fra un dipinto con una scena di conversazione e di un altro genere; lo studioso considera utile servirsi del criterio delle dimensioni della tela, ma soprattutto definire le caratteristiche, che in seguito vengono elaborate da Praz, nel cui volume si trovano elencate:
- la raffigurazione di due o più soggetti identificabili quali persone vere e non personaggi d'immaginazione;
- la gestualità che indica conversazione o comunicazione di qualche tipo almeno fra una parte dei componenti del gruppo;
- uno sfondo finalizzato a descrivere l'ambiente in cui si muove la famiglia ritratta;
- la scena tratta dalla vita privata e non da cerimonia pubblica.[23]

Quest'ultima caratteristica esclude dalle scene di conversazione i ritratti ufficiali dei sovrani, i balli, i matrimoni e tutte le cerimonie pubbliche anche a carattere militare. I giochi dei bambini e la presenza di cagnolini animano l'insieme, così come il clavicembalo e il lavoro di cucito nel Settecento offrono differenti pose per i personaggi femminili.

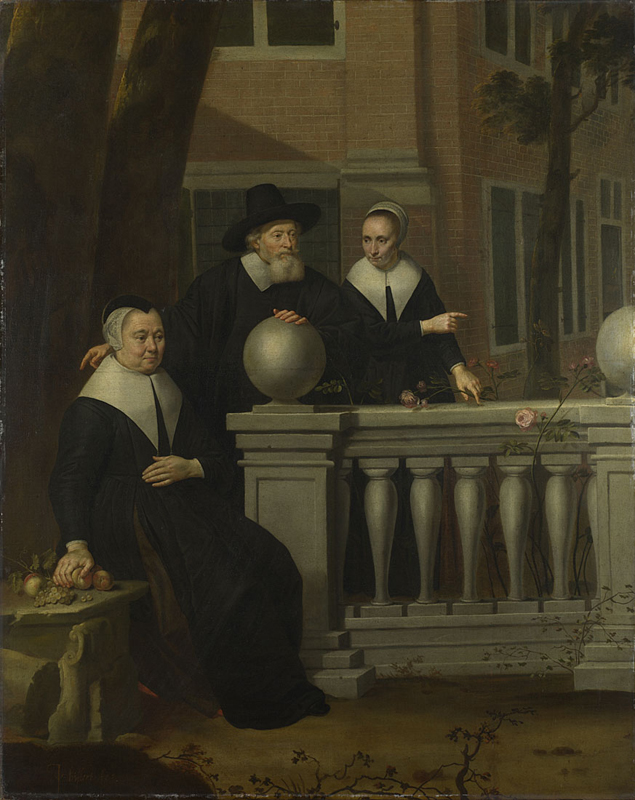
Jan van Bijlert, Portrait of an Elderly Man and Two Women
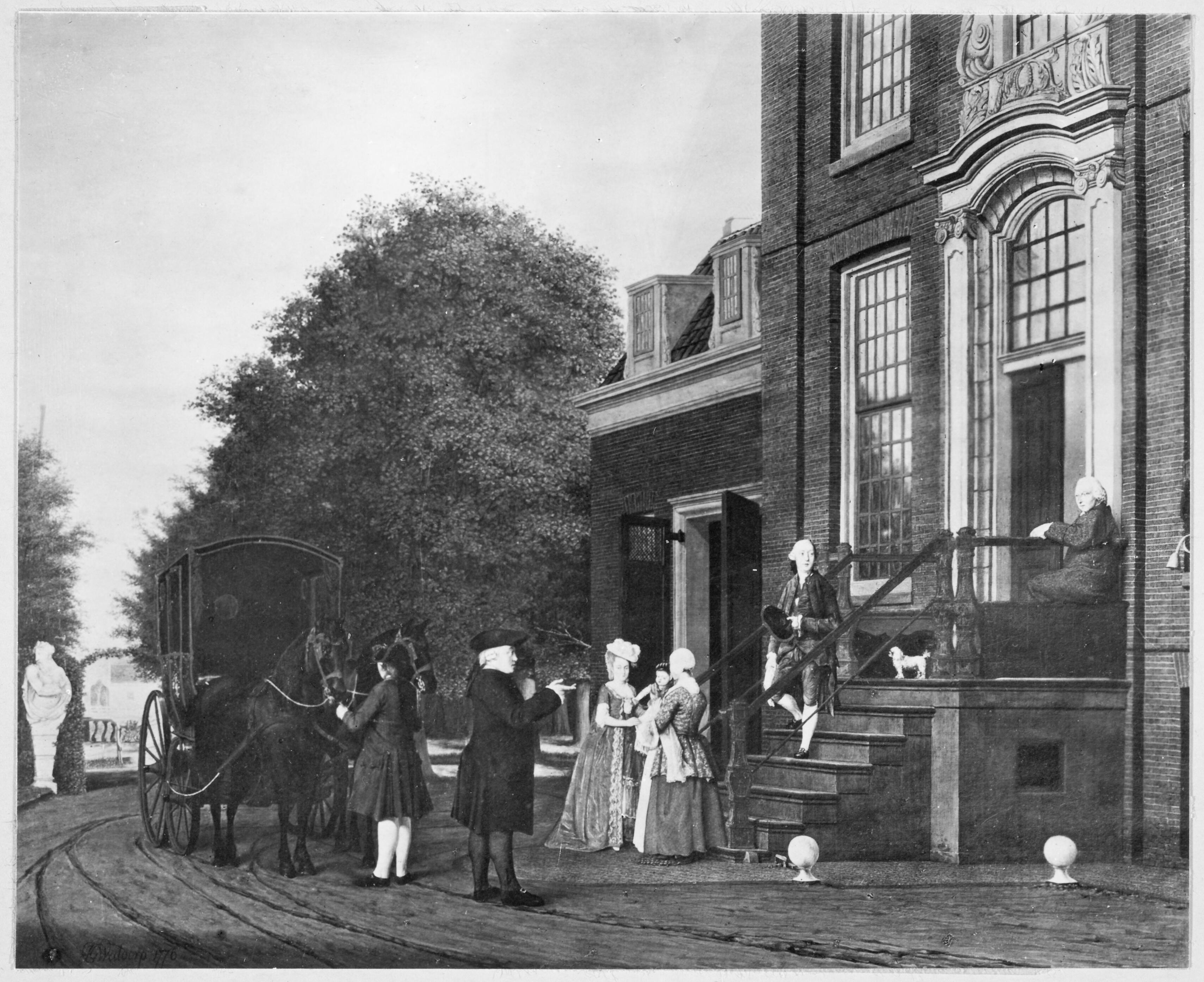
Jan Gerard Waldorp, The Gildemeester family near their summer home in Watergraafsmeer
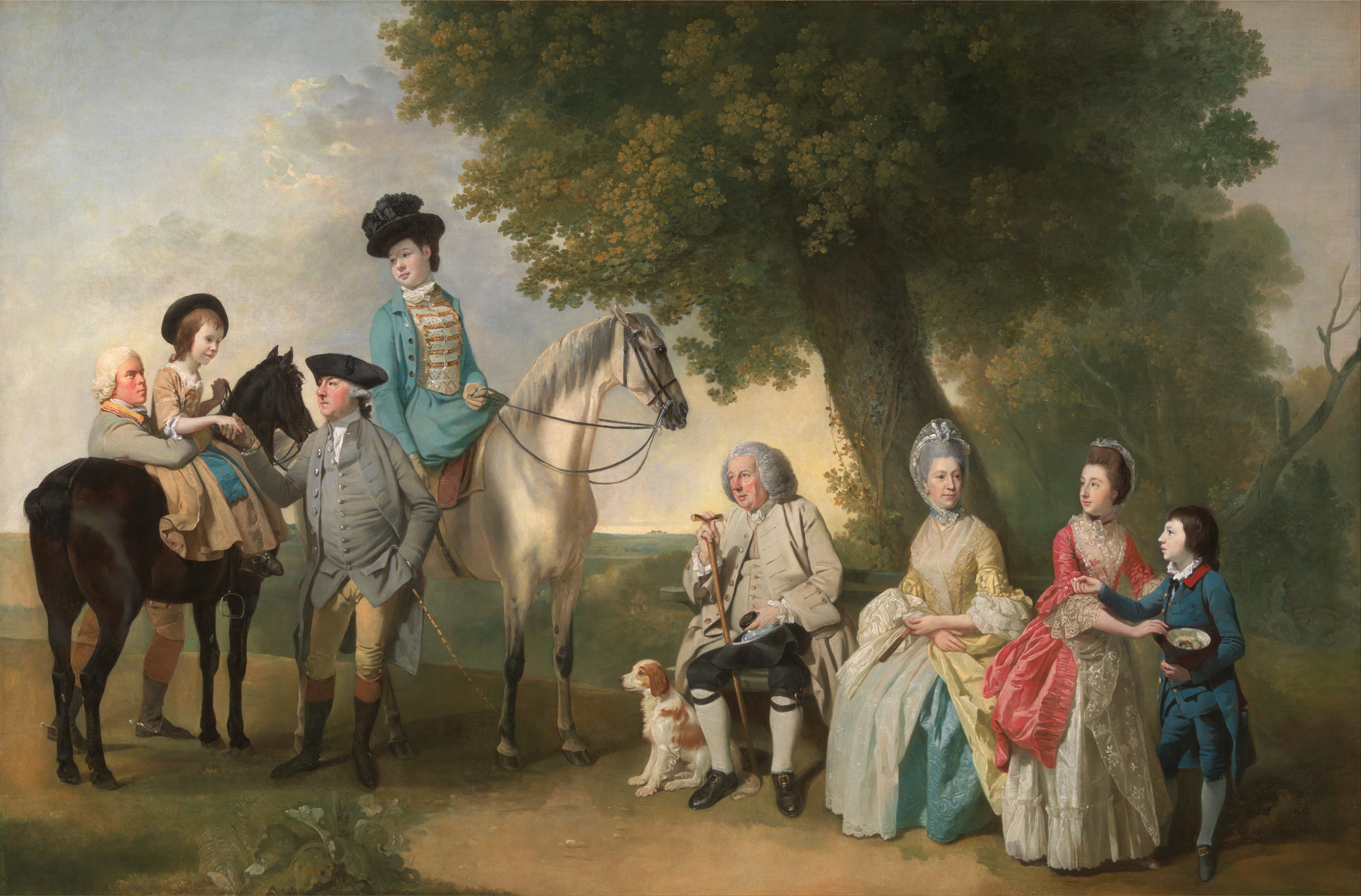
Johann Zoffany, The Drummond Family
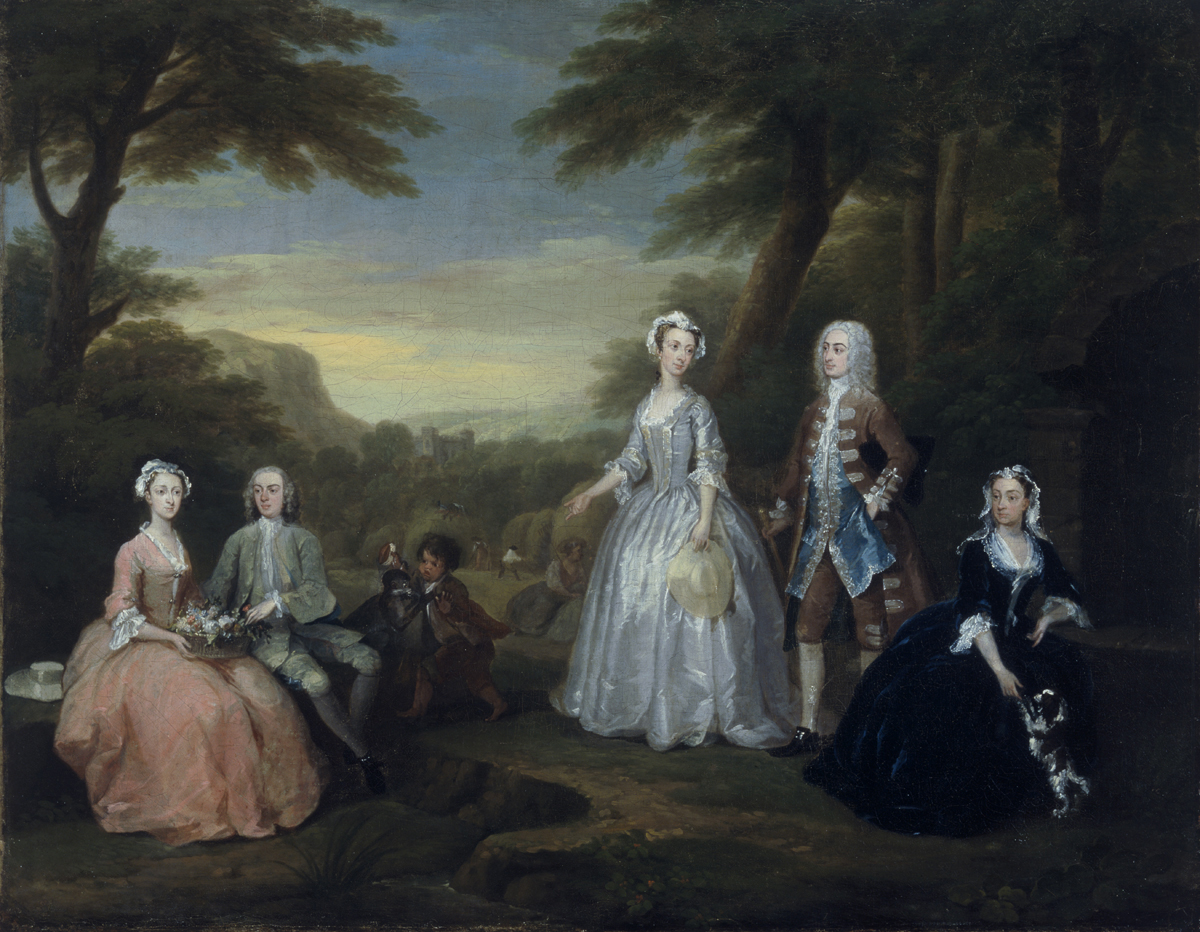
William Hogarth, The Graham children

In base all'ambientazione, Praz formula una classificazione dei tipi di ritratti, in cui i soggetti possono trovarsi:
- davanti ad un portico o balaustrata, come nell'esempio di Jan van Bijlert;
- in un cortile o all'aperto, come nel dipinto di Jan Gerard Waldorp;
- contro una siepe o con un albero in centro, come nell'esempio di Johann Zoffany;
- con la vista di una casa di campagna o di un paesaggio, o, in alternativa, la meno diffusa ambientazione in barca;[25][26]

I numerosi ritratti di bambini, generalmente ambientati in un parco, costituiscono una categoria a sé, e il soggetto prediletto di molti pittori inglesi del XVIII secolo; non a caso proprio in Inghilterra si pone per la prima volta un'attenzione particolare alla scelta del metodo migliore di educazione, basato sulla convinzione della necessità della vita all'aria aperta, in cui l'igiene e l'esercizio fisico assumono un ruolo importante.
Infine altri casi particolari sono costituiti da ritratti di gruppi familiari in costume, o impegnati in sport o nell'ascolto della musica, o nei ritratti delle famiglie degli stessi artisti, come ad esempio il dipinto di Sir Peter Lely, ancora ricco di influenze fiamminghe, che scompariranno con Hogarth e Zoffany.

## Galleria d'immagini

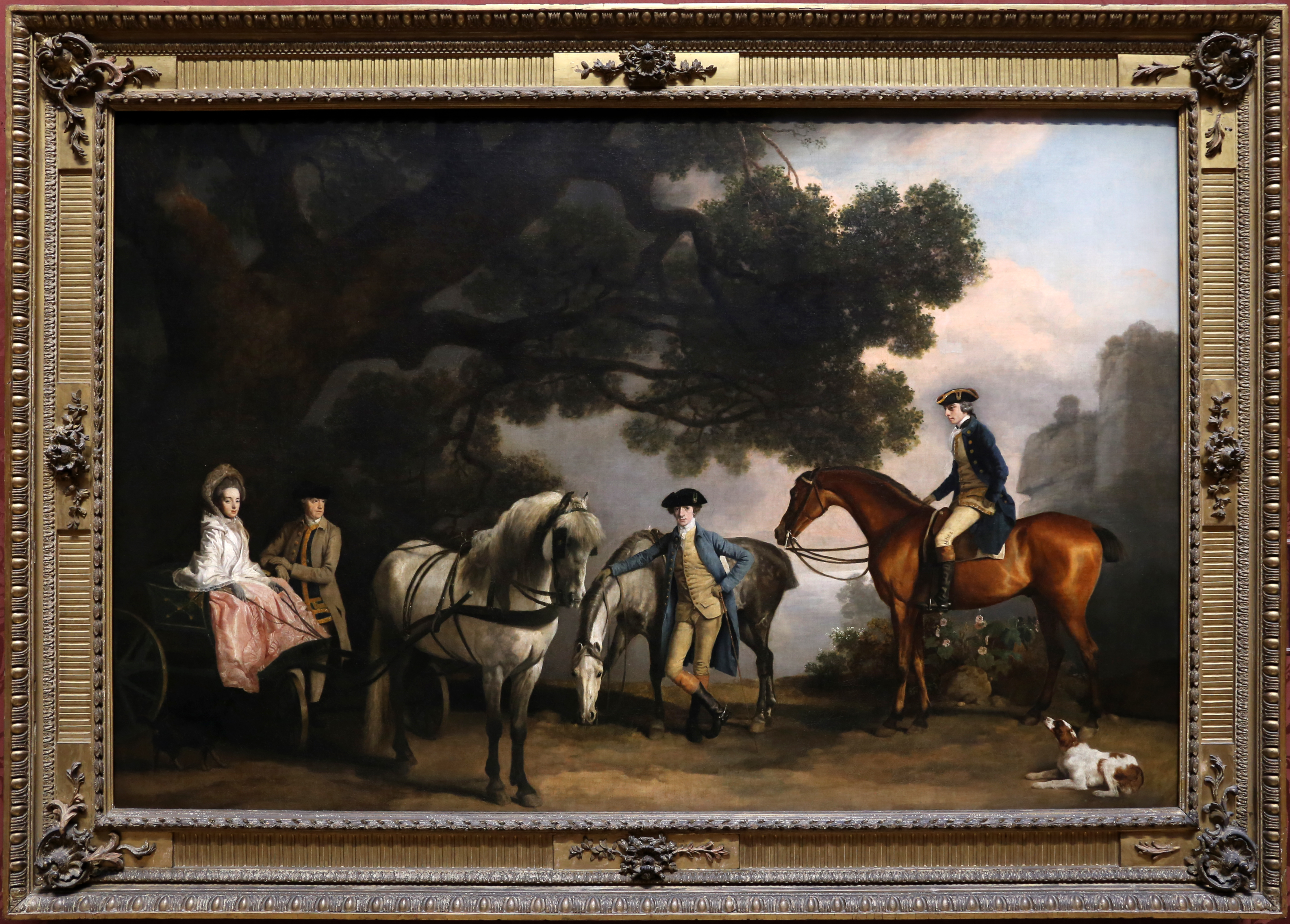
George Stubbs, Le famiglie Milbanke e Melbourne
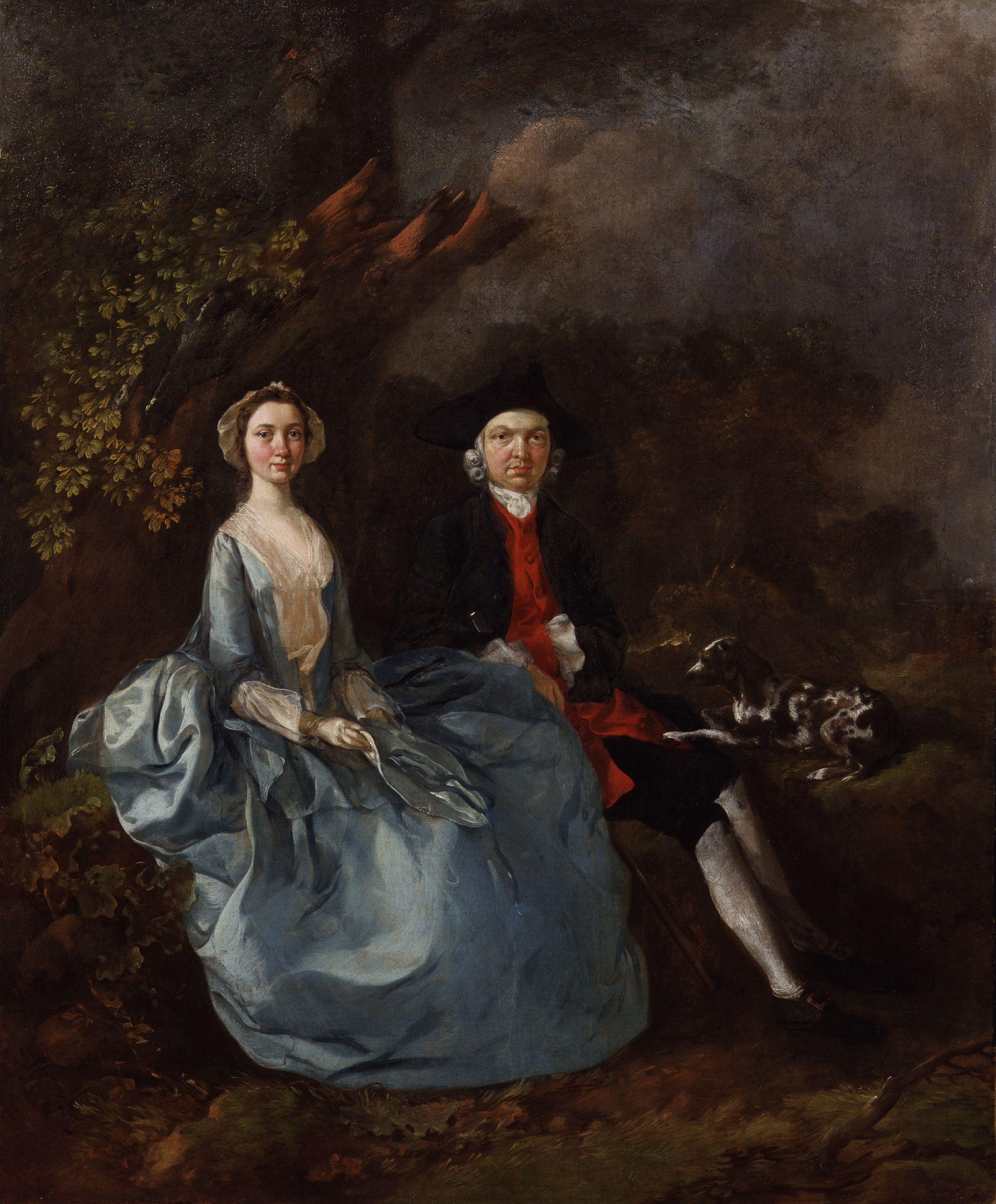
Thomas Gainsborough, Sarah Kirby and John Joshua Kirby
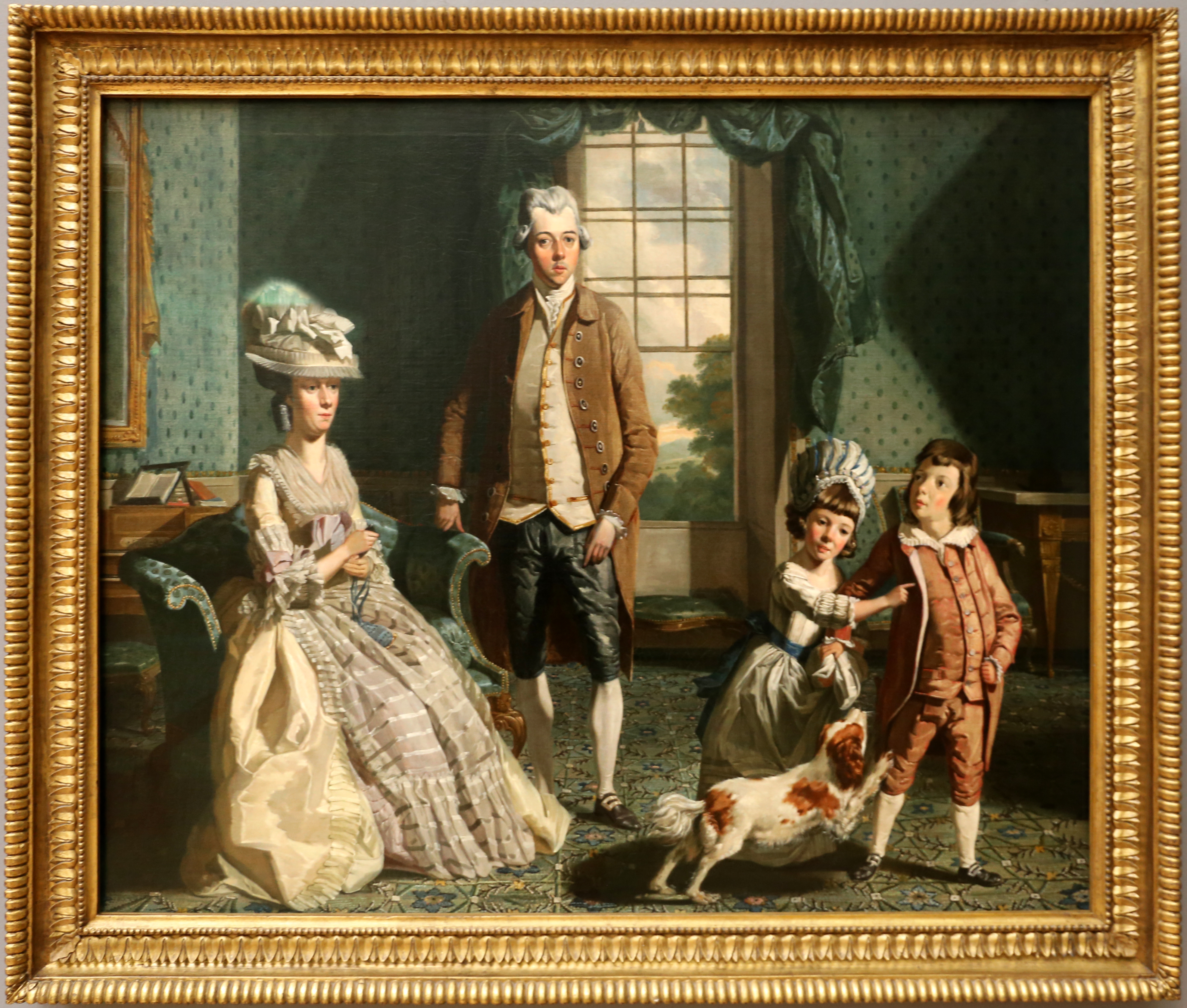
John Singleton Copley, La famiglia Fountaine
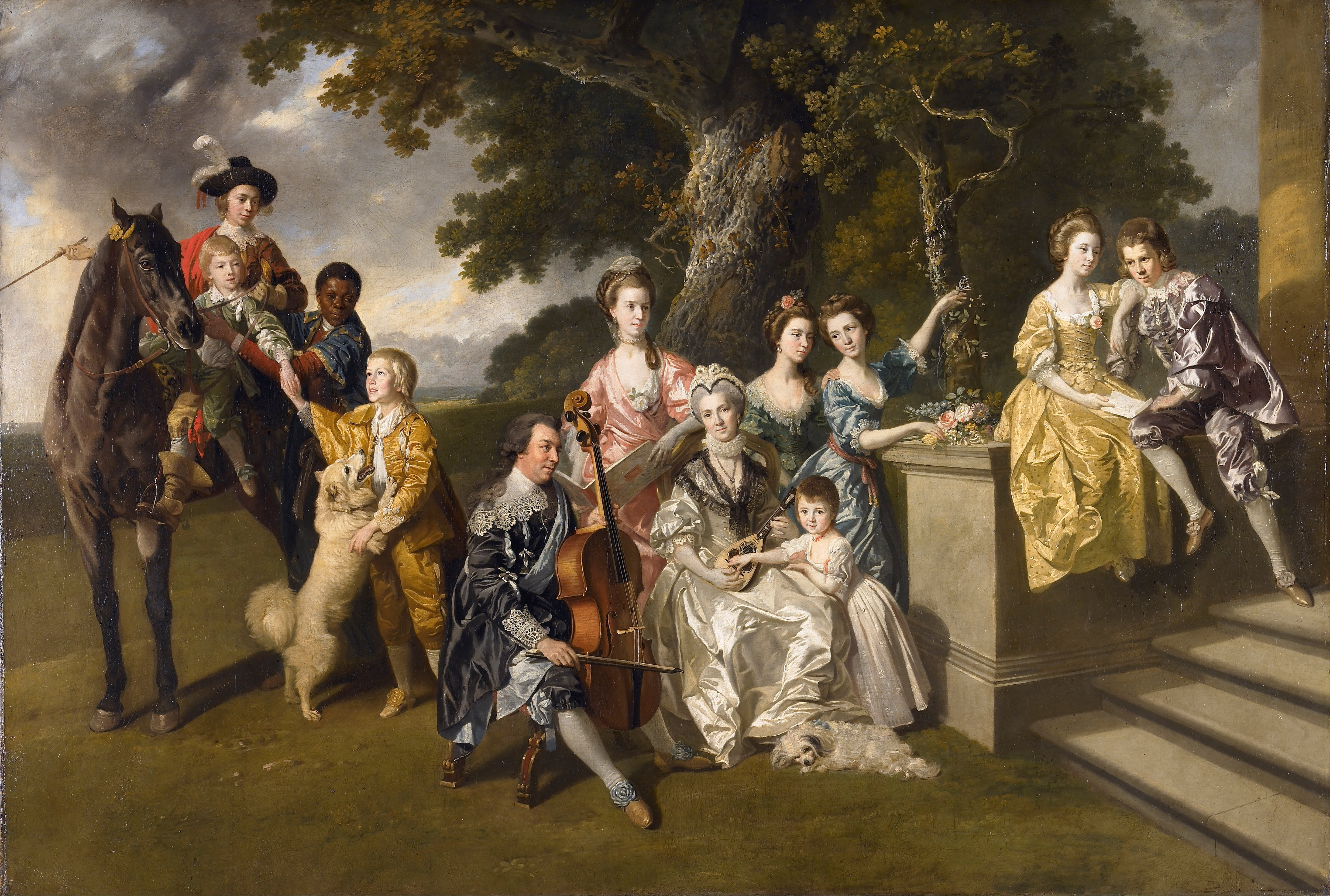
Johann Zoffany, La famiglia di Sir William Young
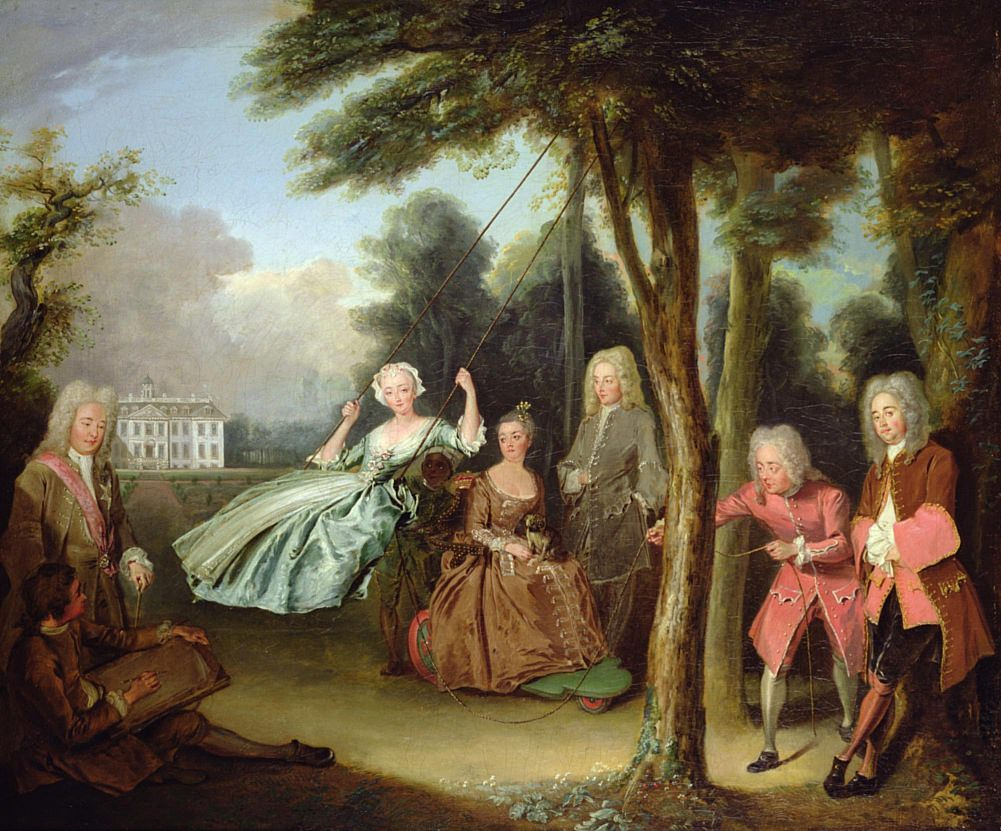
Philippe Mercier, Le Vicomte Tyrconnel et sa famille
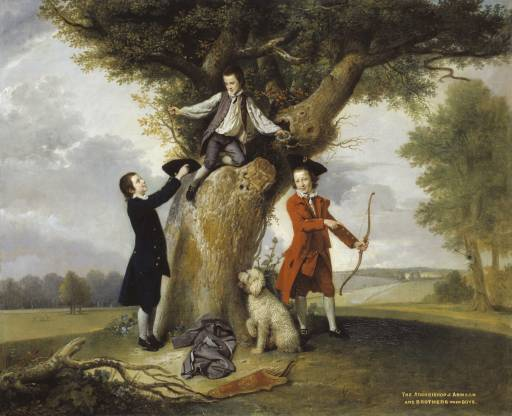
Johann Zoffany, Three Sons of John, 3rd Earl of Bute"
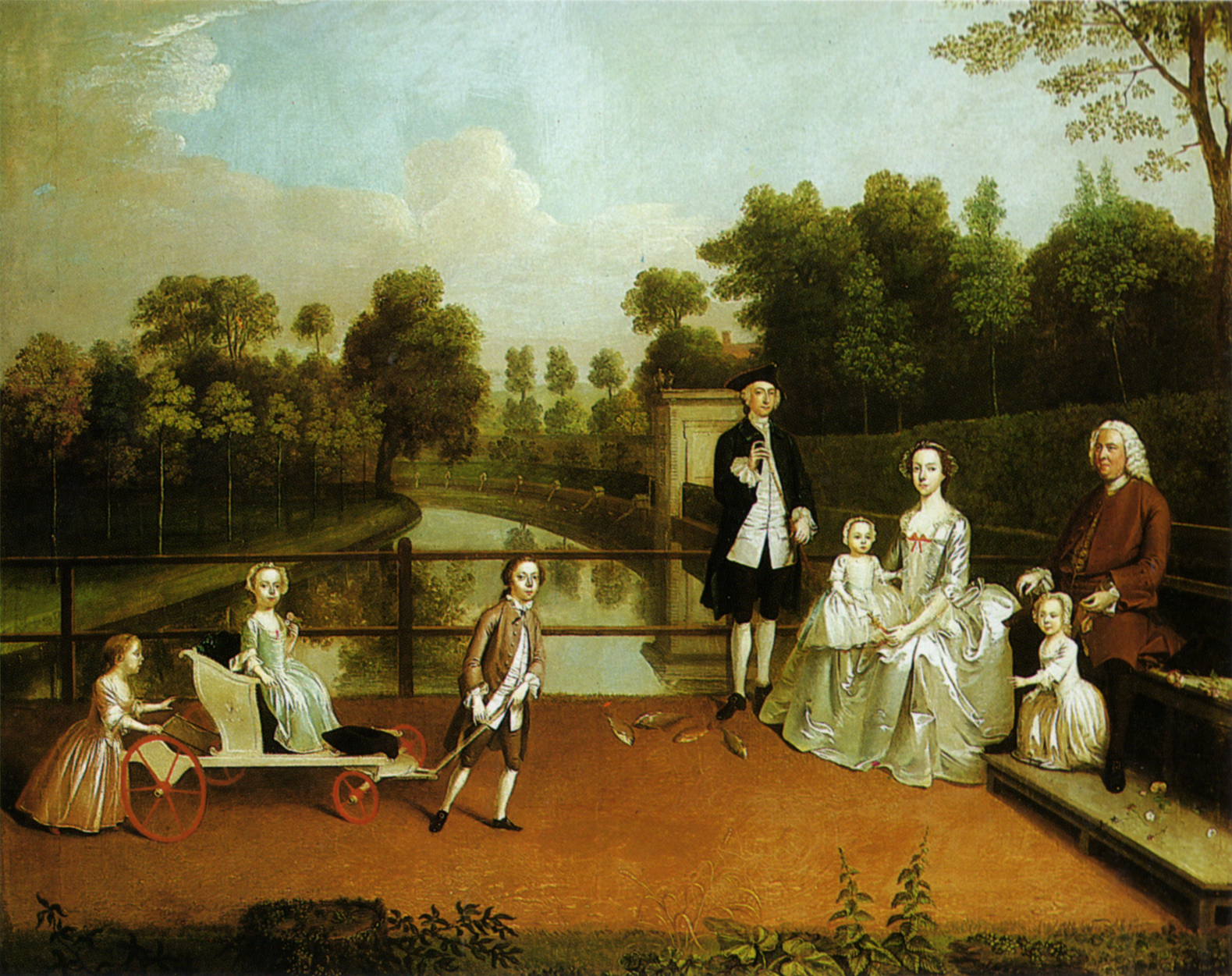
Arthur Devis, Portrait of Sir Thomas Cave, Bt. and his family in the grounds of Stanford Hall, Leicestershire
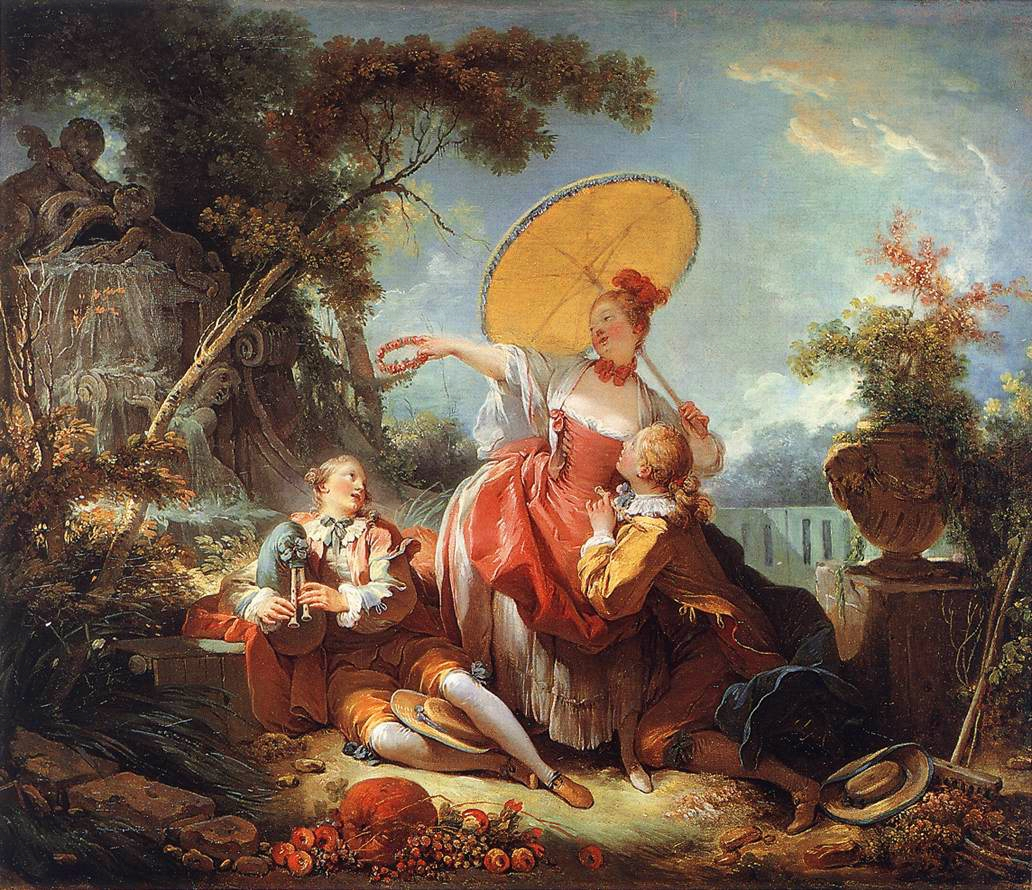
Jean-Honoré Fragonard, Le Concours musical ou Conversation galante
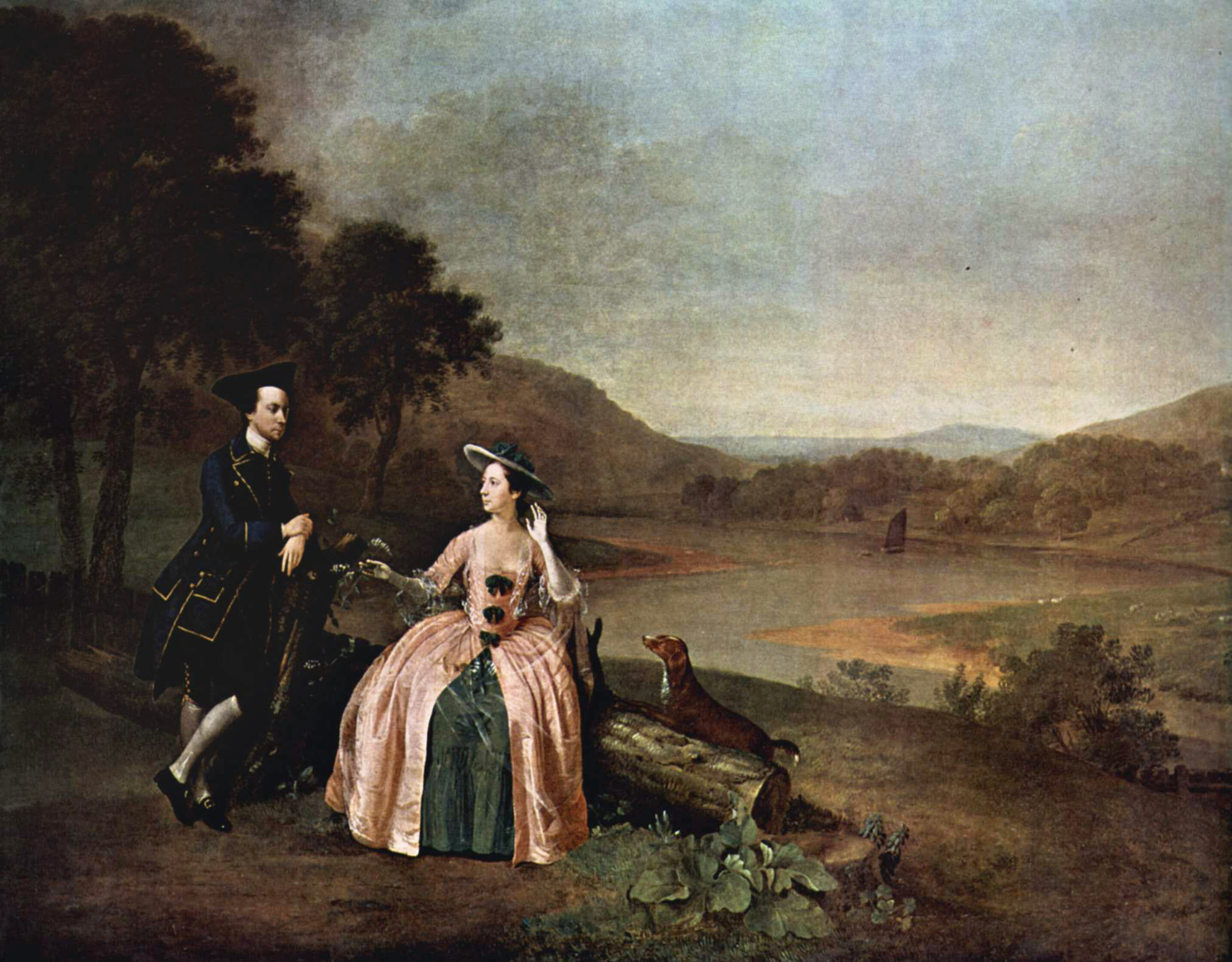
Arthur Devis, Portrait of Sir George and Lady Strickland in the park of Boynton Hall
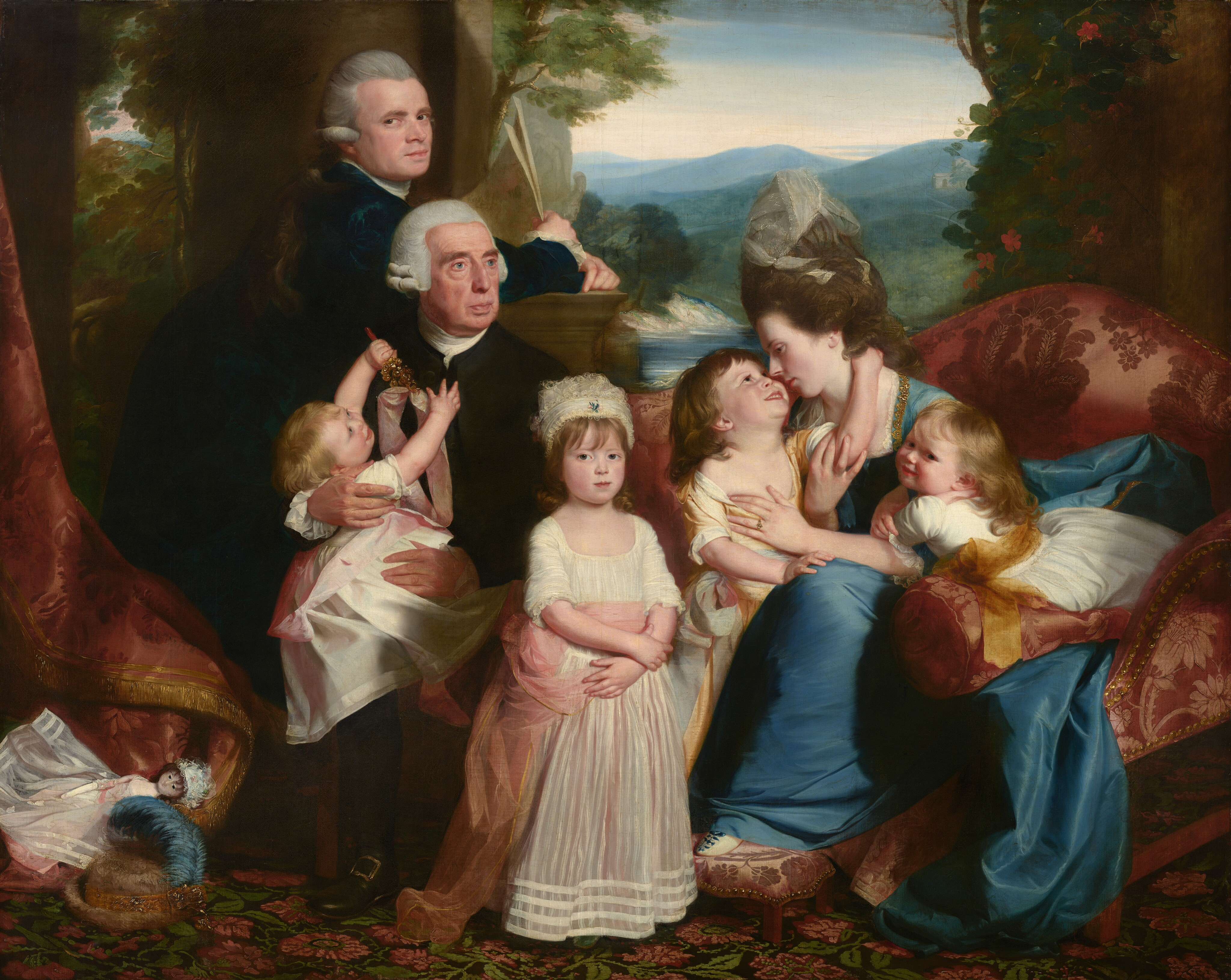
John Singleton Copley, The Copley family